# Койвусельга (деревня)
Койвусельга (карел. Koivuselgü, Koivuselgy) — деревня в составе Ведлозерского сельского поселения Пряжинского района Республики Карелия.

## Общие сведения
Расположена на западном берегу озера Койвуярви.

## Население
| 2002 | 2010 | 2013 |
| ---- | ---- | ---- |
| 15   | ↘5   | ↘3   |